# Drmek obecný
Drmek obecný (Vitex agnus-castus), lidově mnišský pepř, je subtropický keř z čeledi hluchavkovité a rodu drmek. Dosahuje výše až čtyř metrů, má aromatické dlanitě dělené listy a od července do srpna i drobné vonné nafialovělé květy. Svědčí mu vlhká stanoviště. Tradičně se používá jako léčivá bylina. Své odborné jméno agnus-castus (latinsky „cudný beran“) má proto, že se dříve věřilo, že zeslabuje pohlavní pud. V současnosti se výtažek jeho plodů (Agni casti fructus) používá především v ženské medicíně pro léčbu premenstruačního syndromu. Nesmí se ovšem aplikovat při těhotenství, kojení a v některých dalších situacích, takže před nasazením je vhodné konzultovat lékaře.
Vysazuje se také jako okrasný keř.